# رهوة صبرة (حبيل جبر)

تعديل مصدري - تعديل

رهوة صبرة هي إحدى قرى عزلة حبيل جبر بمديرية حبيل جبر التابعة لمحافظة لحج، بلغ تعداد سكانها 207 نسمة حسب تعداد اليمن لعام 2004.